# Tuerie (Préault)
Tuerie est une sculpture en bronze réalisée par Auguste Préault en 1834.

## Contexte
La Tuerie apparaît dans un contexte de naissance du romantisme en sculpture. En effet, la sculpture romantique n'apparaît qu'au Salon de 1831, soit plus de 10 ans après Le Radeau de La Méduse de Théodore Géricault qui fait figure de manifeste du romantisme en peinture. Mais cette naissance se fait dans la douleur. Car la sculpture romantique naquit sous le règne de Louis-Philippe et que ses jurys de Salons ont fait preuve d'un conservatisme et d'une dureté extraordinaires à l'égard de la nouveauté romantique. Cela représente une vraie tragédie pour ces sculpteurs romantiques puisque le Salon est leur moyen privilégié pour se faire connaître et donc avoir des commandes. En effet, c'est souvent à partir du Salon que les sculpteurs trouvent des acheteurs et des commanditaires privés ou publics, et cela est d'autant plus important que l'événement est couvert par la presse.

### Un guet-apens artistique

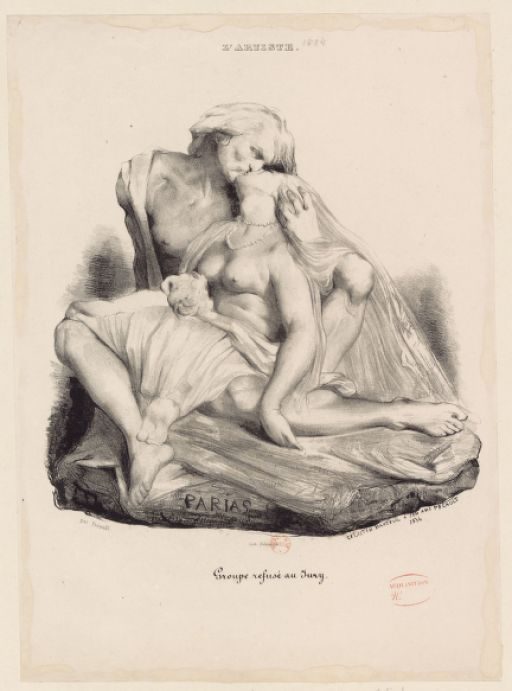
Auguste Préault (sculpteur) et Célestin Nanteuil (graveur), Les Parias, 1834.

À partir de 1834, le jury devient de plus en plus sévère jusqu'à atteindre un tel niveau en 1840, que les œuvres romantiques sont presque systématiquement refoulées. Préault en fait les frais avec sa Tuerie qui devient le bouc émissaire du jury. En fait, Préault a présenté cinq œuvres à ce Salon de 1834 dont Les Parias (un groupe d'inspiration sociale), Juif arménien (un buste en plâtre) et deux médaillons colossaux parmi lesquels on trouve probablement l'Aulus Vitellius,,. Mais le jury les refuse toutes à l'exception d'une seule, la Tuerie, que Jean-Pierre Cortot entend « accrocher cet ouvrage au Salon comme on suspend le malfaiteur au gibet », il souhaite en faire un exemple de ce qu'il ne faut pas faire en sculpture, un exemple effrayant pour la jeunesse,. Le jury estime d'ailleurs que l'œuvre desservira d'elle-même son auteur. L'année suivante, toutes ses œuvres sont refusées. 

## Description
Cette œuvre est un bas-relief présentant une mêlée de personnages hurlants et disproportionnés,. En haut à gauche, un homme noir semble violer une femme échevelée qui serre un enfant mort contre son sein et saisit de l'autre main l'homme à la gorge. À côté de l'homme noir se trouve un chevalier impassible, au visage maigre. En bas à droite, un homme au corps athlétique porte sur le torse une blessure ouverte. Au-dessus de lui une tête d'homme aux yeux hagards surgit de la chevelure de la femme à l'enfant. En bas à gauche, on peut voir un visage de femme aux yeux clos.

## Analyse

### L'indécision du sujet
Il est très difficile de définir le sujet ici représenté. Le titre — Tuerie — semble affirmer par lui-même un rejet de toute définition précise du sujet, il est bien plus vague et moins littéraire que le mot massacre qui pourrait par exemple faire référence au Massacre des Innocents,. De plus, la description donnée par l'artiste dans le livret du Salon de 1834 ne donne guère plus d'informations puisqu'il décrit simplement son œuvre comme un « fragment épisodique d'un grand bas-relief ». Hugh Honour y voit des références au Massacre des Innocents, ainsi qu'au Radeau de la Méduse, Luc Benoist voit une possible interprétation d'un mélodrame romantique (Préault était amateur de ce genre théâtral) mais on ne peut pas dire que cette œuvre illustre un épisode en particulier ou un sujet précis,,. Le sujet est donc aussi vaste que son titre, c'est le meurtre lui-même, dans toute sa brutalité, que Préault représente ici.   

#### Une réponse à Triqueti
Le sculpteur Henry de Triqueti avait reçu la commande de deux bas-reliefs en 1833 pour le palais Bourbon. Ces deux œuvres de format identique ont pour titre La Loi vengeresse et La Loi Protectrice. Ces deux bas-reliefs rendent hommage aux valeurs de la monarchie de Juillet telles que la loi, la prospérité, l'ordre public, l'agriculture, l'industrie et le commerce, ils présentent une loi triomphante et garante de la civilisation en assurant la prospérité, la punition et la protection. Des deux reliefs La Loi vengeresse est le plus tumultueux, on peut y voir un philosophe (probablement Socrate) entouré de deux figures ailées qui punissent les meurtriers et les voleurs à l'aide de leurs épées.

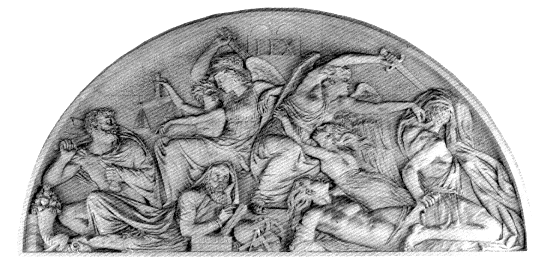
Henry de Triqueti, La Loi vengeresse, 1833, Paris, palais Bourbon.

Préault semble avoir été familier de l'œuvre de Triqueti puisque des figures de La Loi vengeresse sont reprises dans la Tuerie. En effet, la femme hurlante au centre du relief de Préault rappelle la femme s'agrippant à la figure ailée dans l'œuvre de Triqueti et le visage de femme morte en dessous se retrouve en bas à gauche chez Préault à travers un visage de femme aux yeux clos. Le visage grimaçant de la personne noire en haut à gauche du relief de Préault trouve son pendant dans la figure du voleur à gauche du relief de Triqueti. On peut tout de même noter que Préault a supprimé les figures ailées, bras armés de la justice. Mais les figures ne sont pas les seules similarités que l'on peut trouver entre l'œuvre de Triqueti et celle de Préault, il y a aussi le titre. Car sur le relief de Triqueti, il est inscrit « LEX » en capitales, au sommet de l'œuvre ; Préault place son titre au même endroit et en capitales « TUERIE » pour signifier une analogie entre ces deux concepts. Par son œuvre, Préault s'en prend au mythe officiel d'une loi éclairée et triomphante et la métamorphose en une évocation chaotique d'un massacre aveugle.